# Liste des sommets de Suisse nommés d'après une personne
 (février 2015).
Cette liste présente les sommets de Suisse dont le nom provient d'une personnalité. Seulement quelques sommets sont dans ce cas, il ne s'agit pas d'une pratique courante en Suisse. Il s'agit souvent de montagnes gravies par ces personnalités, mais certaines montagnes distinguent aussi des personnalités suisses telles Guillaume-Henri Dufour, Henri Dunant Louis Agassiz.

## Liste
| Sommet                | Altitude (m) | Proéminence (m) | Coordonnées                 | Massif               | Canton(s)      | Origine du nom              | Notes                                                                                                |
| --------------------- | ------------ | --------------- | --------------------------- | -------------------- | -------------- | --------------------------- | --- |
| Pic Agassiz           | 3946         | 199             | 46° 32′ 48″ N, 8° 06′ 52″ E | Alpes bernoises      | Berne Valais   | Louis Agassiz               | Biologiste et géologue suisse, sommet dans le bassin du glacier de l'Unteraar.                       |
| Altmann               | 3462         | 77              | 46° 31′ 55″ N, 8° 09′ 51″ E | Alpes bernoises      | Berne Valais   | Johann Georg Altmann        | Historien et naturaliste suisse, sommet dans le bassin du glacier de l'Unteraar.                     |
| Pointe Burnaby        | 4135         | 30              | 46° 07′ 07″ N, 7° 43′ 05″ E | Alpes pennines       | Valais         | Elizabeth Burnaby           | Pionnière britannique de l'alpinisme, première ascension                                             |
| Pointe Carrel         | 3841         | 61              | 45° 58′ 17″ N, 7° 36′ 58″ E | Alpes pennines       | Valais         | Jean-Antoine Carrel         | Guide de montagne italien                                                                            |
| Desorstock            | 2872         | 15              | 46° 33′ 24″ N, 8° 11′ 36″ E | Alpes bernoises      | Berne          | Pierre Jean Édouard Desor   | Géologue et naturalise suisse, sommet dans le bassin du glacier de l'Unteraar.                       |
| Pointe Dunant         | 4632         | 15              | 45° 56′ 13″ N, 7° 52′ 04″ E | Alpes pennines       | Valais         | Henri Dunant                | Philanthrope suisse, fondateur de la Croix rouge, sommet du mont Rose.                               |
| Pointe Dufour         | 4634         | 2165            | 45° 56′ 13″ N, 7° 52′ 01″ E | Alpes pennines       | Valais         | Guillaume-Henri Dufour      | Général suisse et auteur de la carte Dufour, sommet du mont Rose.                                    |
| Escherhorn            | 3078         | 43              | 46° 33′ 27″ N, 8° 11′ 49″ E | Alpes bernoises      | Berne          | Arnold Escher von der Linth | Géologue suisse, sommet dans le bassin du glacier de l'Unteraar.                                     |
| Aiguille Forbes       | 3489         | 44              | 45° 58′ 24″ N, 7° 00′ 37″ E | Massif du Mont-Blanc | Valais         | James David Forbes          | Physicien et glaciologue britannique                                                                 |
| Gertrudspitze         | 2633         | 31              | 46° 40′ 47″ N, 8° 11′ 00″ E | Alpes bernoises      | Berne          | Gertrude Bell               | Écrivaine et voyageuse britannique                                                                   |
| Pointe Gnifetti       | 4554         | 102             | 45° 55′ 38″ N, 7° 52′ 37″ E | Alpes pennines       | Valais         | Giovanni Gnifetti           | Prêtre et alpiniste italien de Alagna Valsesia, réalise l'une des premières ascensions du mont Rose  |
| Grunerhorn            | 3437         | 21              | 46° 32′ 29″ N, 8° 10′ 53″ E | Alpes bernoises      | Berne          | Gottlieb Sigmund Gruner     | Cartographe et géologue suisse, sommet dans le bassin du glacier de l'Unteraar.                      |
| Hugihorn              | 3647         | 82              | 46° 34′ 22″ N, 8° 08′ 49″ E | Alpes bernoises      | Berne          | Franz Joseph Hugi           | Géologue suisse, pionnier dans l'alpinisme hivernal, sommet dans le bassin du glacier de l'Unteraar. |
| Piz Jenatsch          | 3251         | 131             | 46° 32′ 33″ N, 9° 43′ 00″ E | Chaîne de l'Albula   | Grisons        | Jörg Jenatsch               | Politicien suisse, actif durant la guerre de Trente Ans                                              |
| Kingspitz             | 2621         | 111             | 46° 40′ 32″ N, 8° 10′ 35″ E | Alpes bernoises      | Berne          | Henry Seymour King          | Banquier et politicien britannique, première ascension                                               |
| Pointe Kurz           | 3680         | 174             | 45° 56′ 18″ N, 7° 02′ 08″ E | Massif du Mont-Blanc | Valais         | Louis Kurz                  | Alpiniste suisse, première ascension                                                                 |
| Pointe Marcel Kurz    | 3499         |                 | 45° 57′ 23″ N, 7° 31′ 41″ E | Alpes pennines       | Valais         | Marcel Kurz                 | Topographe et auteur de guides suisse                                                                |
| Ludwigshöhe           | 4341         | 58              | 45° 55′ 02″ N, 7° 51′ 44″ E | Alpes pennines       | Valais         | Ludwig von Welden           | Topographe de l'armée autrichienne, sommet du mont Rose                                              |
| Pointe Morin          | 3590         | 46              | 45° 56′ 37″ N, 7° 02′ 12″ E | Massif du Mont-Blanc | Valais         | Jean-Antoine Morin          | Alpiniste suisse, première ascension.                                                                |
| Pointe Parrot         | 4432         | 136             | 45° 55′ 11″ N, 7° 52′ 17″ E | Alpes pennines       | Valais         | Friedrich Parrot            | Naturaliste allemand, sommet du mont Rose                                                            |
| Pilatus               | 2128         | 585             | 46° 58′ 26″ N, 8° 14′ 28″ E | Emmental Alps        | Nidwald Obwald | Ponce Pilate                | Préfet romain dont l'esprit était censé hanter le sommet.                                            |
| Aiguille Purtscheller | 3475         | 95              | 45° 59′ 29″ N, 7° 00′ 45″ E | Massif du Mont-Blanc | Valais         | Ludwig Purtscheller         | Alpiniste autrichien, première ascension                                                             |
| Pic Tyndall           | 4241         | 15              | 45° 58′ 30″ N, 7° 39′ 16″ E | Alpes pennines       | Valais         | John Tyndall                | Physicien britannique, première ascension lors d'une tentative sur le Cervin                         |
| Scheuchzerhorn        | 3456         | 116             | 46° 32′ 38″ N, 8° 11′ 24″ E | Alpes bernoises      | Berne          | Johann Jakob Scheuchzer     | Paléontologue suisse, sommet dans le bassin du glacier de l'Unteraar.                                |
| Studerhorn            | 3634         | 226             | 46° 31′ 58″ N, 8° 08′ 52″ E | Alpes bernoises      | Berne Valais   | Gottlieb Samuel Studer      | Dessinateur et alpiniste suisse, sommet dans le bassin du glacier de l'Unteraar.                     |
| Ulrichshorn           | 3925         | 75              | 46° 31′ 55″ N, 7° 58′ 02″ E | Alpes pennines       | Valais         | Melchior Ulrich             | Guide de montagne suisse, première ascension                                                         |
| Ulrichspitze          | 2637         | 50              | 46° 40′ 44″ N, 8° 11′ 02″ E | Alpes bernoises      | Berne          | Ulrich Fuhrer               | Guide de montagne suisse                                                                             |
| Pointe Zumstein       | 4563         | 110             | 45° 55′ 55″ N, 7° 52′ 17″ E | Alpes pennines       | Valais         | Joseph Zumstein             | Topographe italien de Gressoney, première ascension, sommet du mont Rose                             |